# Ca Ignasi Brull (Tivissa)
Ca Ignasi Brull, també coneguda com a Ca Ventura és un edifici de Tivissa (Ribera d'Ebre) que forma part de l'Inventari del Patrimoni Arquitectònic de Catalunya.

## Descripció
Està situat al carrer del Castell, al centre històric de la vila. És un edifici entre mitgeres i de dues crugies que consta de planta baixa, dos pisos i golfes. Té la coberta a dues vessants amb el carener paral·lel a la façana. En un extrem del frontis hi ha un portal d'arc de mig punt adovellat, sobre el qual hi ha una pedra amb relleu on hi ha inscrit un arbre amb les lletres "RE/ W..." intercalades, a sota l'anagrama de Crist i la data "1508". Al costat del portal, ja en el frontis de la següent casa, hi ha un petit portal de les mateixes característiques. Els finestrals dels pisos superiors són d'arc pla arrebossat, el de sobre el portal amb sortida a un balcó de baranes forjades i ampit motllurat. Les golfes queden obertes amb una galeria horitzontal de petits pòrtics d'arc de mig punt arrebossat amb brancals ceràmics. La façana queda rematada per un ràfec amb imbricació de rajols i teules ceràmiques. El parament dels murs és de carreus al primer nivell i paredat comú a la resta.